# Absurdita roku
Absurdita roku je česká anticena, kterou od roku 2007 udělují Hospodářské noviny společně se společností Communa, s. r. o., za největší komplikace spojené s podnikáním v České republice. Tato anticena je udělována v souvislosti s pozitivními cenami Firma roku a Živnostník roku. V rámci jejich vyhlašování jsou formou happeningu představovány i nominace a vítěz anticeny. Záštitu nad akcí převzalo Ministerstvo průmyslu a obchodu a Hospodářská komora ČR.

## Udělené ceny
V roce 2007 vyhrála anticenu povinnost podnikatele, který se chce prezentovat na výstavě, prodejní prezentaci nebo pouti, nahlásit tento záměr tři dny předem živnostenskému úřadu v místě, kde je umístěna jeho trvalá provozovna, a po skončení akce stejným způsobem oznámit ukončení dočasné provozovny.
Pro rok 2008 získala anticenu povinnost podnikatele nakládat s vytěženou zeminou jako s odpadem včetně veškeré administrativy, i když se zákon o odpadech nevztahuje na vytěžené neznečištěné zeminy. Příčinou povinnosti je chybějící prováděcí vyhláška k zákonu. Výsledky vyhlásil ministr průmyslu a obchodu Martin Říman společně s prezidentem Hospodářské komory ČR Petrem Kuželem.
V 2009 se absurditou roku stala vyhláškou stanovená povinnost fyzioterapeutů mít v ordinaci ledničku, 2 nášlapné váhy a velké zrcadlo. Těsně druhé místo obsadila povinnost kontrolovaného přijít na správu sociálního zabezpečení s výpisem z obchodního rejstříku, který dosvědčuje existenci firmy, ačkoli samotný úřad si zástupce firmy zve proto, že firma existuje, a prokazované údaje jsou online zveřejňované Ministerstvem financí.
V roce 2010 byla absurditou roku zvolena povinnost podnikatelů nosit na úřad dokumenty, které jsou online aktualizované a úřad je tedy má sám k dispozici, například výpisy z obchodního rejstříku.
V roce 2011 byla za absurditu roku zvolena povinnost nosit při zakládání společnosti na rejstříkový soud dokumenty, které si státní správa může stáhnout z internetu, konkrétně výpisy z rejstříku trestů.
V roce 2012 se absurditou roku stala nová povinnost podle Zákona o specifických zdravotních službách přijmout zaměstnance na dohodu o provedení práce, a to i třeba na jednodenní brigády, jen se vstupní prohlídkou. Za porušení hrozí hrozí od inspektorátu práce zaměstnavateli pokuta až 2 miliony Kč.
Za rok 2013 byly vybrány dvě absurdity: přenesení odpovědnosti za nespolehlivého plátce daně na podnikatele, který s ním obchoduje (novelou zákona o dani z přidané hodnoty), a skutečnost, že některé úřady (Generální finanční ředitelství a Česká správa sociálního zabezpečení) svým postupem znemožňují podání přiznání a některých dalších hlášení v naskenované podobě ve formátu PDF.
V roce 2014 vyhrála povinnost hudebníků nahlásit 20 dní dopředu provozovateli klubu a ochrannému svazu autorskému seznam písní, které na vystoupení zazní.
Za rok 2015 pak opětovně zvítězila variace na požadavek dokumentů, které má již úřad k dispozici, tentokrát u firem zaměstnávajících osoby se zdravotním postižením.
Vítězem ankety se v roce 2016 stalo kontrolní hlášení DPH. To musí podnikatelé podávat každý měsíc, nenahrazuje ale řádné daňové přiznání k DPH, ani souhrnné hlášení.
V roce 2017 "uspělo" placení DPH z neproplacených faktur. Žádný pardon kvůli tomu, že podnikatelé čekají na peníze od svých dlužníků, neexistuje.
V roce 2018 vyhrálo zdražování odpočtů DPH.
V roce 2019 vyhrála povinnost zaměstnavatele poskytovat součinnost při exekuci na mzdu pracovníka.
V roce 2020 vyhrály tři sazby daně na pivo.
V roce 2021 vyhrálo zavírání malých obchodů během pandemie COVIDU-19.
V roce 2022 vyhrál odstup 1,5 metru při předjíždění cyklisty.
V roce 2023 vyhrál fakt, že je výhodnější věc zničit než darovat na charitu.
V roce 2024 vyhrálo registrování dohod o provedení práce.

## Úspěchy
Jako své úspěchy organizátoři prezentují nápravu kritizovaných absurdit. Částečnou nebo úplnou nápravu zaznamenali u témat vyhlášených za roky 2007, 2008, 2009 a 2010.